# Aftandil Xanthópulos
Aftandil Xanthópulos –en griego, Αφταντίλ Ξανθόπουλος– (Kutaisi, URSS, 16 de noviembre de 1971) es un deportista griego de origen georgiano que compitió en lucha libre. Ganó una medalla de bronce en el Campeonato Europeo de Lucha de 1998, en la categoría de 97 kg.
Participó en los Juegos Olímpicos de Sídney 2000, ocupando el quinto lugar en la categoría de 97 kg.

## Palmarés internacional
| Campeonato Europeo | Campeonato Europeo      | Campeonato Europeo | Campeonato Europeo |
| Año                | Lugar                   | Medalla            | Categoría          |
| ------------------ | ----------------------- | ------------------ | ------------------ |
| 1998               | Bratislava (Eslovaquia) | Medalla de bronce  | 97 kg              |